# José Ortiz Echagüe
Pour les articles homonymes, voir José Ortiz.
José Ortiz Echagüe (1886 à Guadalajara - 1980 à Madrid) est un ingénieur militaire, pilote et photographe espagnol.

## Biographie
Fils d'un ingénieur militaire andalou, il souhaite se tourner vers la peinture. Mais pour respecter la volonté paternelle, il entre à l'Académie des ingénieurs militaires.
Il découvre la photographie dès l'âge de 12 ans, lorsqu'il reçoit son premier appareil. Entre 1909 et 1916, muté au Maroc espagnol, il commence un travail de documentation photographique, qu'il continue par la suite en Espagne, travail qui porte aussi bien sur les paysages et les monuments que sur les êtres humains et leurs rituels.

## Carrière d'ingénieur
Ortiz Echagüe a travaillé en tant qu'ingénieur dans les domaines de l'aéronautique et du sport automobile.
Entré à l’académie d’ingénierie militaire de Guadalajara en 1903, puis sert lors de la guerre en Afrique du Nord au sein d'une unité de montgolfière. Il obtient les titre de pilote de montgolfière et pilote de l'aviation en 1911.
À son retour il fonde en 1923 la société Construcciones SA aéronefs (CASA).
En 1950 il fonde la première chaîne de montage automobile espagnole dans la zone franche de Barcelone, qui produira dès 1953 la première automobile vendue sous la marque Seat, la berline 4-portes « 1400 », copie de la Fiat 1400. Seat dont il fut le premier président, et ce jusqu'en 1976.

## Esthétique et technique
Ortiz Echagüe est resté fidèle toute sa vie à l'esthétique et aux techniques du pictorialisme, utilisant notamment la gomme bichromatée et le charbon.

## Publications
- Espagne, villes et paysages (1938).
- Espagne mystique (1943).
- Espagne, châteaux et alcazars (1956).

## Exposition
- '"José Ortiz-Echagüe", Rencontres d'Arles, 1992
- Mirages de l'Espagne, de José Ortiz Echagüe, hôtel de Sully, Paris (1999).